# Kim Hong-kyun
Kim Hong-kyun (kor. 김홍균, ur. 30 kwietnia 1989) – koreański wioślarz, reprezentant Korei Południowej w wioślarskiej dwójce podwójnej wagi lekkiej podczas Letnich Igrzysk Olimpijskich w Pekinie.

## Osiągnięcia
- Igrzyska Olimpijskie – Pekin 2008 – dwójka podwójna wagi lekkiej – 20. miejsce[1].